# Třešně

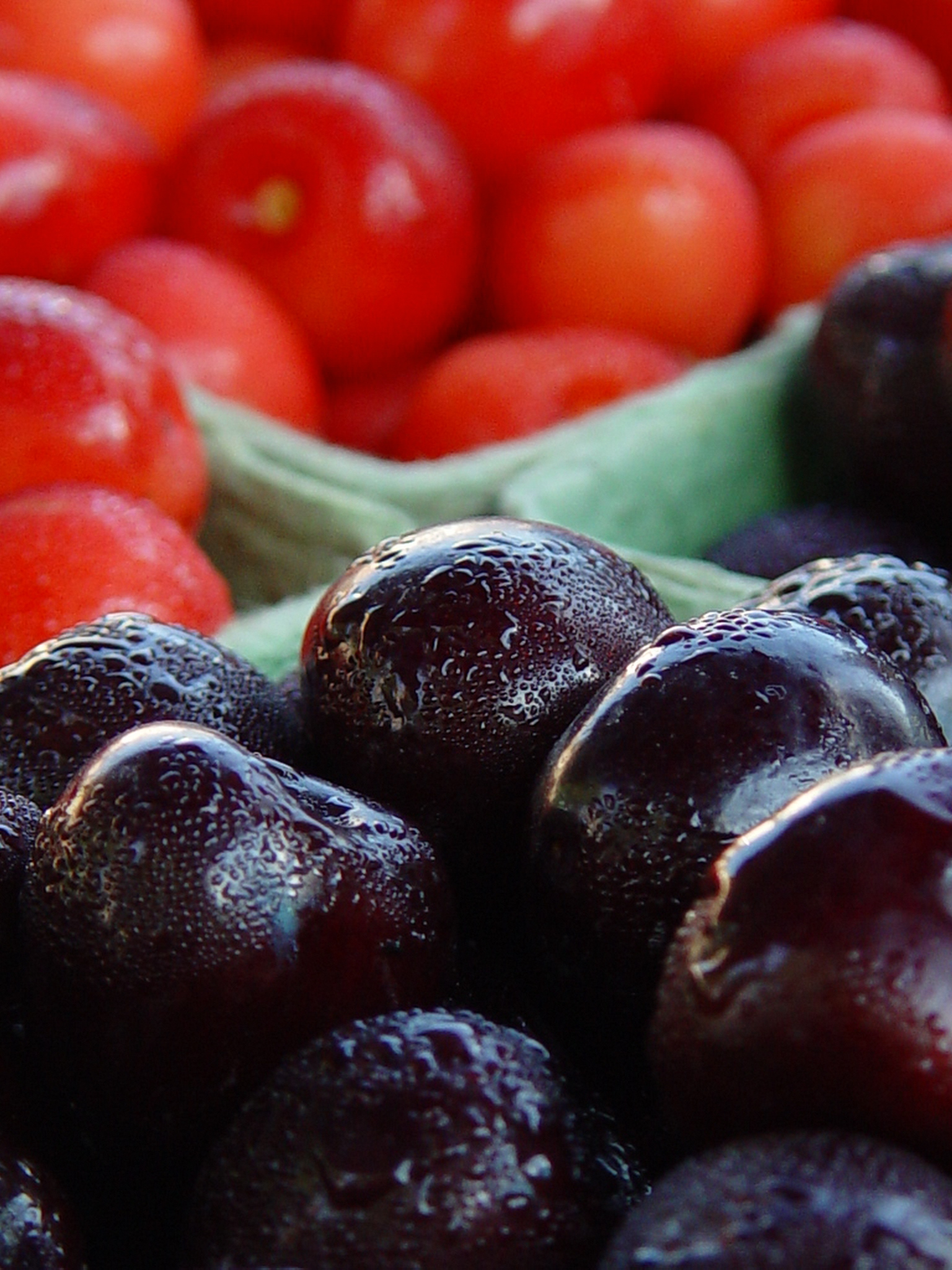
Jednotlivé odrůdy třešní se odlišují barvou a velikostí.

Třešně jsou druh ovoce, které se řadí mezi peckoviny. Jde o plod některých dřevin z rodu slivoň (Prunus) Je to měkký kulovitý plod (peckovice), který má uvnitř, zpravidla uprostřed, pecku. Okolo ní je sladká dužnina, jejíž barva může být v závislosti na odrůdě od žlutavě bílé až narůžovělé přes různé odstíny červené až po fialově hnědou nebo černou, může být jednobarevná nebo s žilkami jiné barvy. Dužnina obsahuje vysoký podíl vody a je ohraničená slupkou. Zralý plod má slupku nejčastěji červenou až tmavě rudou, některé odrůdy mají slupku převážně žlutou jen s červeným líčkem, případně s červeným mramorováním, nebo naopak velmi tmavou až fialově hnědou nebo černou. Průměr plodu se pohybuje nejčastěji v rozmezí 1 až 2 cm. Nezralý plod je zelený.
Třešně jsou kulového, srdcovitého nebo mírně zploštělého tvaru se slabou rýhou na jedné straně a ve spodní části s malým hrotitým výběžkem. Dužnina je tvořena více než z 80 % vodou, dále ovocnými cukry a je bohatým zdrojem jak minerálů tak i vitamínů. Tmavší druhy třešní jsou bohatým zdrojem hořčíku, železa, jódu, fosforu, zinku, vápníku, draslíku a křemíku. Z vitamínů obsahují ve významné míře vitamín A či betakaroten, vitamín P, vitamín C, vitamín E, vitamín B.

Třešně mají blahodárný vliv na lidský organismus, jelikož pomáhají čistit krev, játra a ledviny. Jejich konzumace podporuje vyměšování trávicích šťáv a moči. Novější studie naznačují, že konzumace třešní má blahodárný vliv na léčení cukrovky pomocí barviva antokyan, které v laboratorních testech podporovalo produkci inzulínu, a současně fungují i jako antioxidanty. Díky vysokému obsahu jódu mají příznivý vliv na problémy se štítnou žlázou a bolestmi páteře. Díky vysokému podílu vápníku jsou také dobrým zdrojem pro růst kostí a zubů. Pomáhají chránit tělo proti různým druhům zánětů, parodontóze a artritidě.
Jsou vhodným dietním jídlem, jelikož podporují vylučování a tedy jsou doporučovány pro hubnutí.

## Název
Třešně (slov. a rus. čerešňa, něm. Kirsche, ang. cherry, fran. cerise) pochází z praslovanského čerš[ň]a, a to z latinského cerasus, které opět vzniklo z íránsko-tureckého keras (podle města Kérason).

## Historie

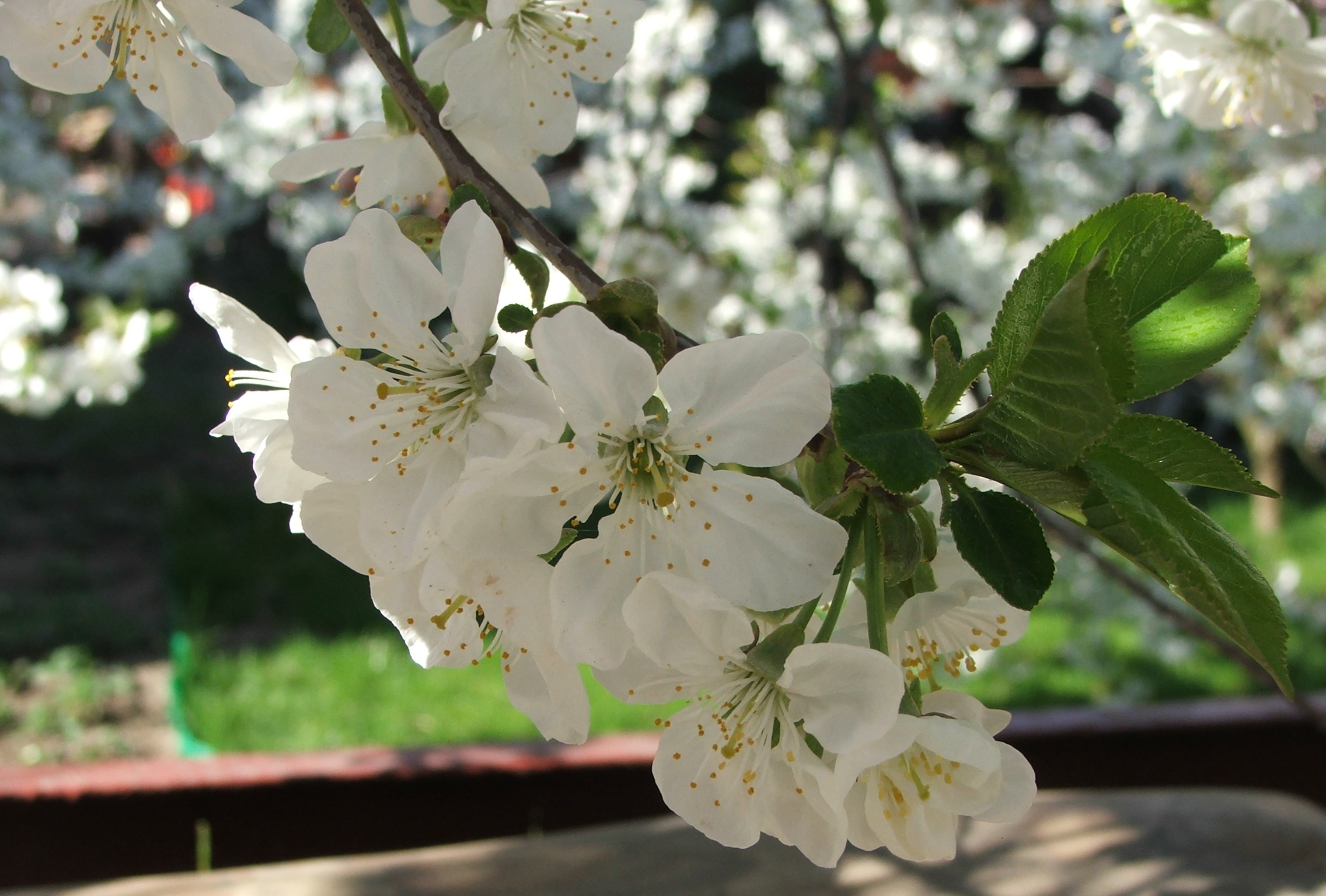
Květenství třešně

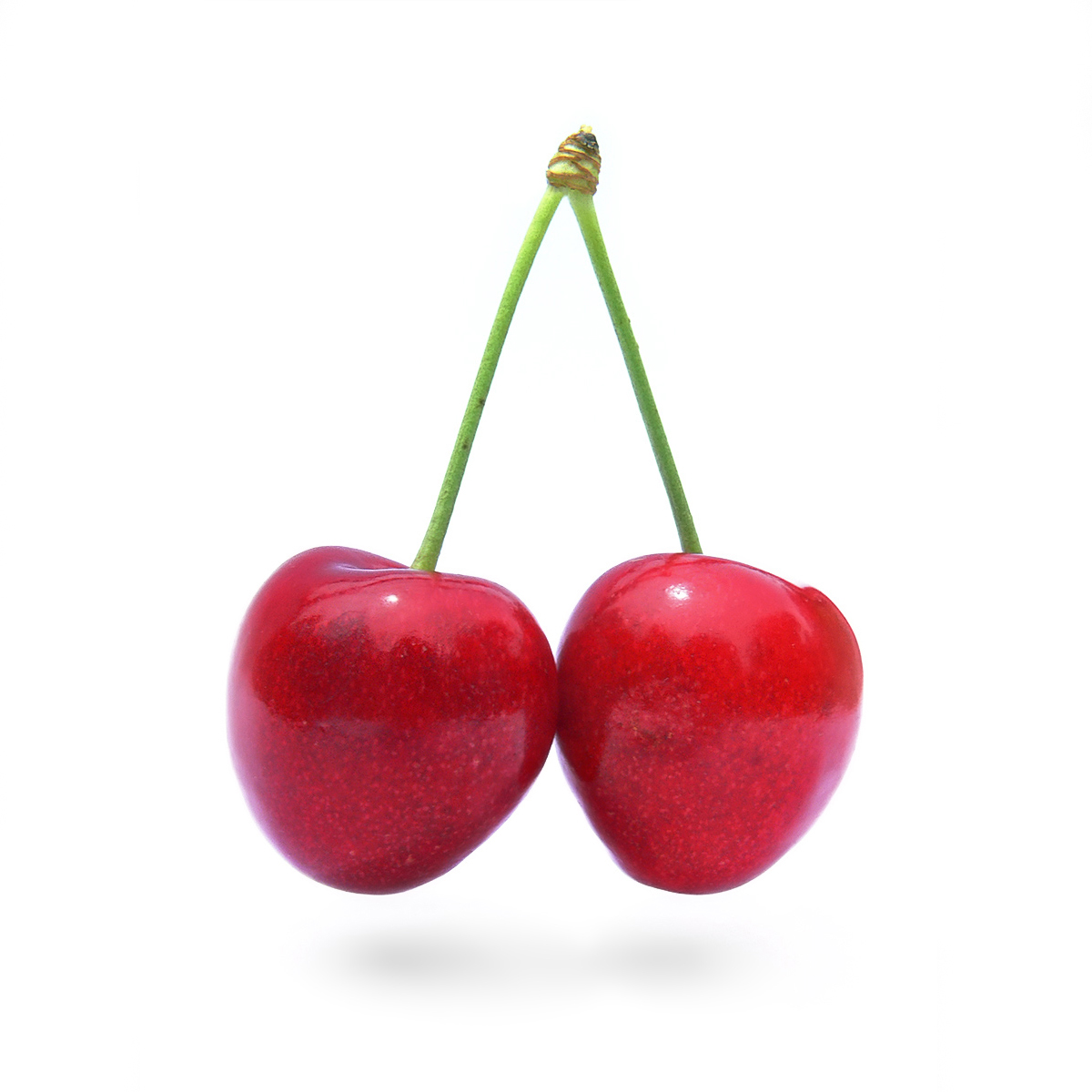
Třešně

Plané třešně čili ptáčnice jsou patrně evropského původu a pecky se nacházejí po celé Evropě v archeologických vrstvách od doby bronzové. Tyto nálezy vyvrátily chybné a dosud tradované tvrzení římského přírodovědce Plinia, podle něhož je z Malé Asie do Evropy přivezl římský vojevůdce Lucullus v 1. století př. n. l. Někteří vědci se ovšem domnívají, že Pliniův údaj se netýká plané třešně, nýbrž už šlechtěných kultivarů. Na území Česka je pěstování třešní prvně doloženo ve 12. století.

### Pěstování

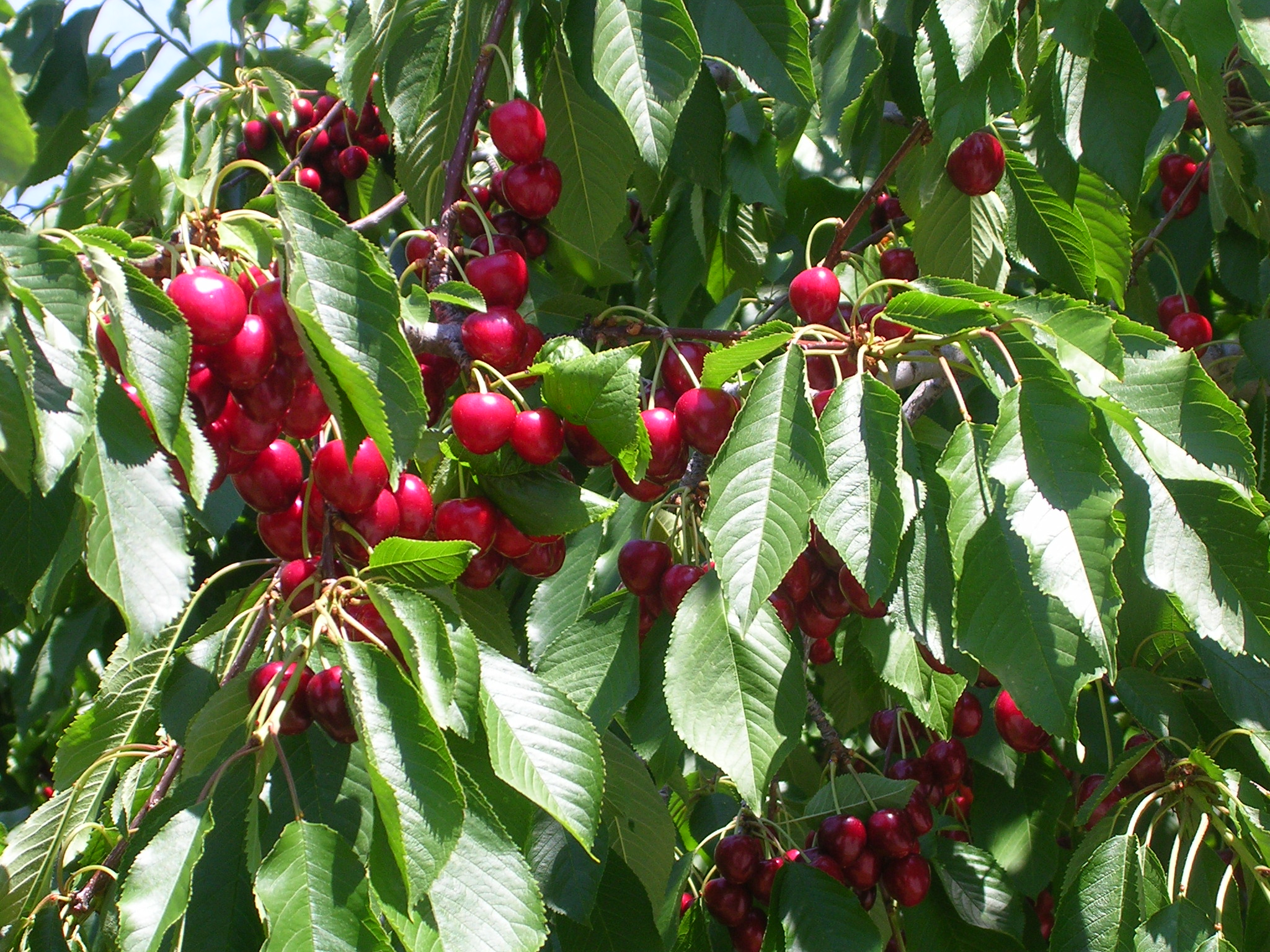
Třešně na stromě během zrání

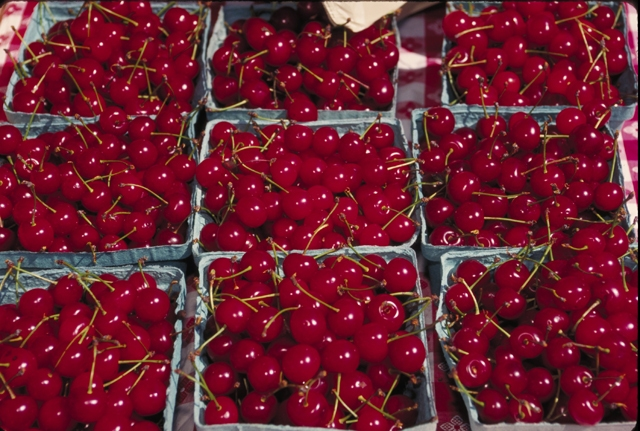
Natrhané třešně

Třešně patří do široké skupiny stromů a keřů (blumy, slivoně, špendlíky, švestky, višně atd.), které se mezi sebou snadno kříží a vědci je proto dnes řadí do jediného rodu Prunus. Mnohé z nich se po staletí pěstují a šlechtí, takže v současnosti se nabízí hodně přes tisíc různých kultivarů (třešní, višní a sladkovišní) v široké škále barev od žluté, červené, růžové až po tmavě rudé a černočervené druhy, které se liší i chutí a dalšími vlastnostmi.

### Vývoj plodu
Třešně vzniká z bílého až narůžovělého květu, jehož semeník se po odkvetení zvětšuje a objevuje se malá zelená peckovice, která postupně roste. Během zrání dochází ke změně barvy. Plod začíná pomalu žloutnout a v době uzrálosti červenat až rudnout. Během zrání jsou plody často napadány ptáky (špačky), kteří je konzumují. Dalším škůdcem je hmyz, který do třešní klade vajíčka a způsobuje červivost plodů.

### Druhy

#### Třešeň ptačí tmavá
Lidově zvaná ptáčnice je druh třešně, která má velmi malé a ve zralosti černé plody příjemné aromatické chuti.

#### Třešeň srdcovka
Oproti ostatním druhům má měkkou a šťavnatou dužninu. Hlavní odrůdy jsou:
Rivan – Plod je středně velký až menší, srdčitý, souměrný se středně tlustou, lesklou slupkou tmavě červené barvy. Dužnina je tmavě červená se světlejšími žilkami, jemná, měkká, navinulé aromatické chuti. Plody zrají v 1. třešňovém týdnu (začátek června). Plodnost je středně brzká, střední až velká, pravidelná.
Karešova – Plod je středně velký až velký, srdčitého tvaru se slupkou lesklou, tenkou, tmavě červenou, posetou drobnými světlými tečkami. Dužnina je měkká, tmavě červená, sladce navinulé a příjemně aromatické chuti. Plody zrají ve 2. třešňovém týdnu (polovina června). Plodnost je časná, velká a pravidelná.
Kaštánka – Plod je středně velký až menší, široce kulovitý, z boku mírně zploštělý. Slupka je tenká, lesklá, tmavě červená s prosvítajícími světlými tečkami. Dužnina je řídká, měkčí, tmavě červená, šťavnatá, navinule sladké chuti. Plody zrají ve 2. třešňovém týdnu (polovina června). Plodnost je časná, velká a pravidelná.

#### Třešeň chrupka
Má pevnou dužninu a žlutočervenou, červenou až temně červenou barvu, velká je asi 2 centimetry. Plody mají výraznou chuť a často se i zavařují. Dělí se na chrupky a polochrupky. Zrají většinou od 4. třešňového týdne do 6., jsou tedy napadány vrtulí třešňovou. Hlavní odrůdy jsou Kordia, Burlat, Granát, Napoleonova, Sam, Vanda, Van.

#### Mareše
Druh původem z Dalmácie, který je typický pro svoji hořkou chuť a malé červenočerné plody. Jsou využívány pro přípravu alkoholického nápoje maraskino.

## Konzumace

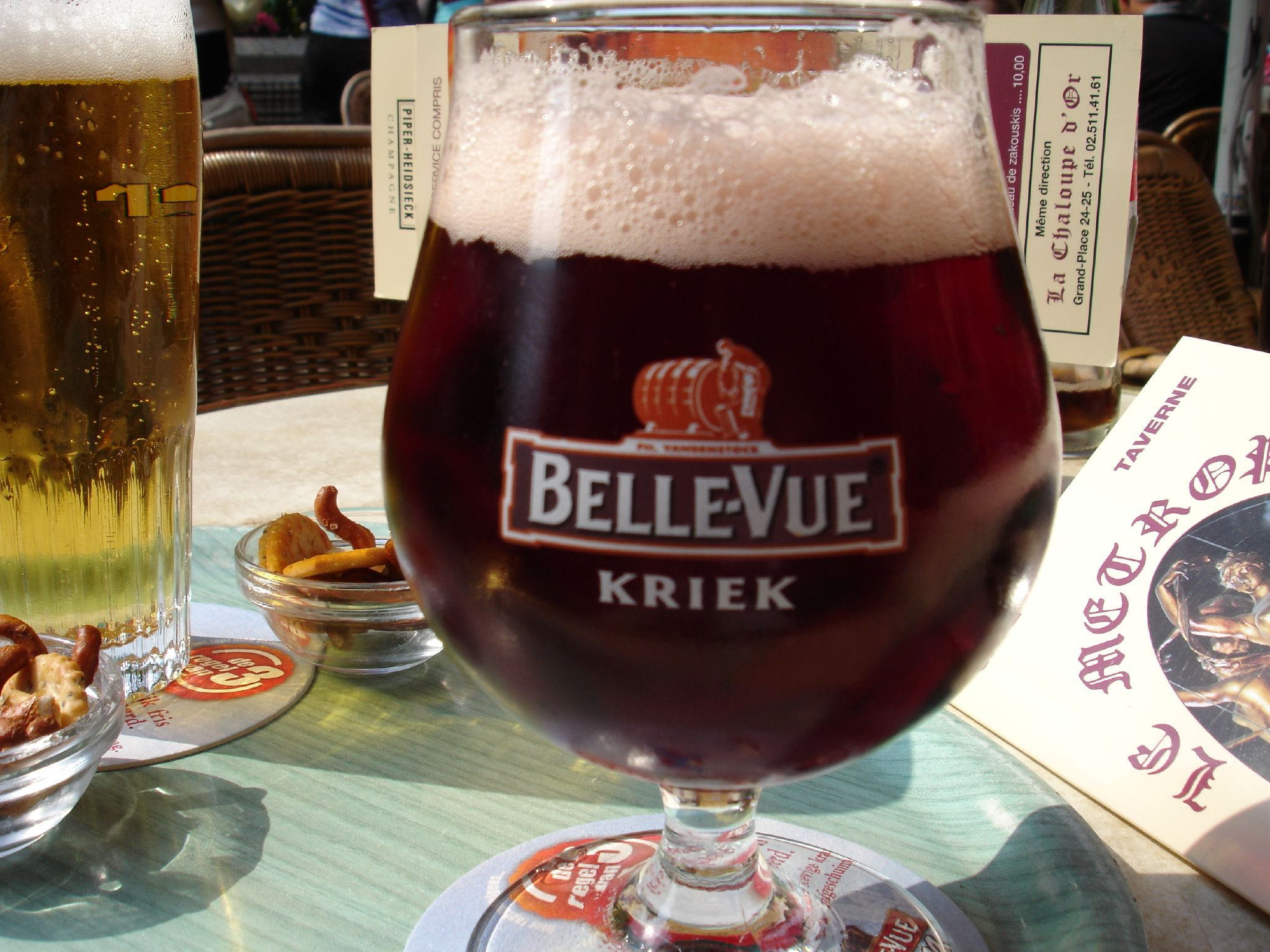
Třešňové pivo Kriek

Třešně se nejčastěji jedí za syrova, bez úpravy. V kuchyni se používají na ovocné knedlíky nebo koláče a mimo to se také zavařují do kompotů, či se zmrazují pro pozdější využití. Dají se i tepelně zpracovávat na pokrmy, pro pečení či do marmelád. Zvlášť oblíbený je višňový džem. V Česku je nejznámějším pečivem třešňová bublanina. Třešně se používají se i jako dekorační prvek u dortů. Jelikož podléhají rychlému kažení, je potřeba jejich rychlá konzumace. Případné skladování by mělo být v chladném a tmavém prostředí a jen po krátkou dobu.
Třešně se využívají pro výrobu jak nealkoholických (např. Cherry Cola, ovocné šťávy atd.), tak i alkoholických nápojů (pivo, likéry) a destilátů v širokém zastoupení.

### Další využití
Načervenalé a tvrdé třešňové dřevo, zejména dřevo planých třešní, je cenný materiál, užívaný k výrobě dýh i masivního luxusního nábytku, hudebních nástrojů a podobně. Plody jsou využívány i v kosmetice, jelikož mají schopnost dehydrovat buňky a zpomalovat stárnutí pokožky.
V některých případech se dají využívat i pecky z třešní, jež po vysušení a umístění do pytlíku fungují jako absorbent a emitor tepla.

## Některé odrůdy
- Rychlice německá
- Rivan
- Burlat
- Napoleonova
- Stella
- Libějovická raná
- Regina
- Lapins
- Karešova
- Kaštánka

## Průměrný obsah látek a minerálů
Tabulka udává dlouhodobě průměrný obsah živin, prvků, vitamínů a dalších nutričních parametrů zjištěných v syrových třešních.
| Složka          | Jednotka | Průměrný obsah | Prvek (mg/100 g) | Průměrný obsah | Složka (mg/100g) | Průměrný obsah |
| --------------- | -------- | -------------- | ---------------- | -------------- | ---------------- | -------------- |
| voda            | g/100 g  | 82,8           | Na               | 1              | vitamin C        | 11             |
| bílkoviny       | g/100 g  | 0,9            | K                | 210            | vitamin D        | 0              |
| tuky            | g/100 g  | 0,1            | Ca               | 13             | vitamin E        | 0,13           |
| cukry           | g/100 g  | 11,5           | Mg               | 10             | vitamin B6       | 0,05           |
| celk. dusík     | g/100 g  | 0,14           | P                | 21             | vitamin B12      | 0              |
| vláknina        | g/100 g  | 0,9            | Fe               | 0,2            | karoten          | 0,025          |
| mastné kyseliny | g/100 g  | stopy          | Cu               | 0,07           | thiamin          | 0,03           |
| cholesterol     | g/100 g  | 0              | Zn               | 0,1            | riboflavin       | 0,03           |
| energie         | kJ/100 g | 203            | Mn               | 0,1            | niacin           | 0,2            |

## Třešně v kultuře
Třešně jsou hojně rozšířeny a konzumovány, což se projevuje i v jejich častém výskytu v kultuře, ať už jako potraviny k jídlu, tak jako častý námět. Například Waldemar Matuška je využívá jako ústřední motiv svojí písně Jó, třešně zrály, či se objevují v názvu filmu Buldoci a třešně. Třešně jsou od roku 1990 symbolem Komunistické strany Čech a Moravy, která je využívá ve svém logu.